# Station Merode
Station Merode is een ondergrondse spoorweg- en metrohalte in de Brusselse gemeente Etterbeek (België). Het naar het Huis Merode genaamde station ligt in de Jubelparktunnel, onder de Tervurenlaan en het Merodeplein, direct ten oosten van het Jubelpark. Het station ligt langs spoorlijn 26 (Schaarbeek - Halle) en langs de Brusselse metrolijnen 1 en 5.

## Geschiedenis
Het station werd geopend op 20 september 1976, als onderdeel van de eerste Brusselse metrolijn. Station Merode fungeert als splitsingsstation van de lijnen 1 en 5. De perrons liggen niet naast, maar boven elkaar, waardoor de zich splitsende lijnen elkaar ongelijkvloers kunnen kruisen. Metrostellen in westelijke richting (Weststation / Erasmus) maken gebruik van het onderste niveau, aan het bovenste perron stoppen rijtuigen in oostelijke richting (Stokkel / Herrmann-Debroux). De naam van het station zou aanvankelijk Tervuursepoort/Porte de Tervueren luiden. De lokettenhal van het metrostation is opgeluisterd met de wandschildering Ensor: Vive la Sociale van de Vlaamse kunstenaar Roger Raveel, waarin hij verwijst naar werk van James Ensor en Jan van Eyck.
In 2020 werden de perrons vernieuwd en verhoogd. Hierbij werd er werk gemaakt van integrale toegankelijkheid waardoor personen met een beperking zelfstandig de trein kunnen nemen.

## Treindienst
| Serie | Treinsoort | Route                                       | Bijzonderheden             |
| ----- | ---------- | ------------------------------------------- | -------------------------- |
| S 4   | GEN (NMBS) | Aalst – Brussel-Schuman – Merode – Mechelen | Rijdt alleen op werkdagen. |
| S 7   | GEN (NMBS) | Halle – Merode – Vilvoorde                  | Rijdt alleen op werkdagen. |

## Galerij

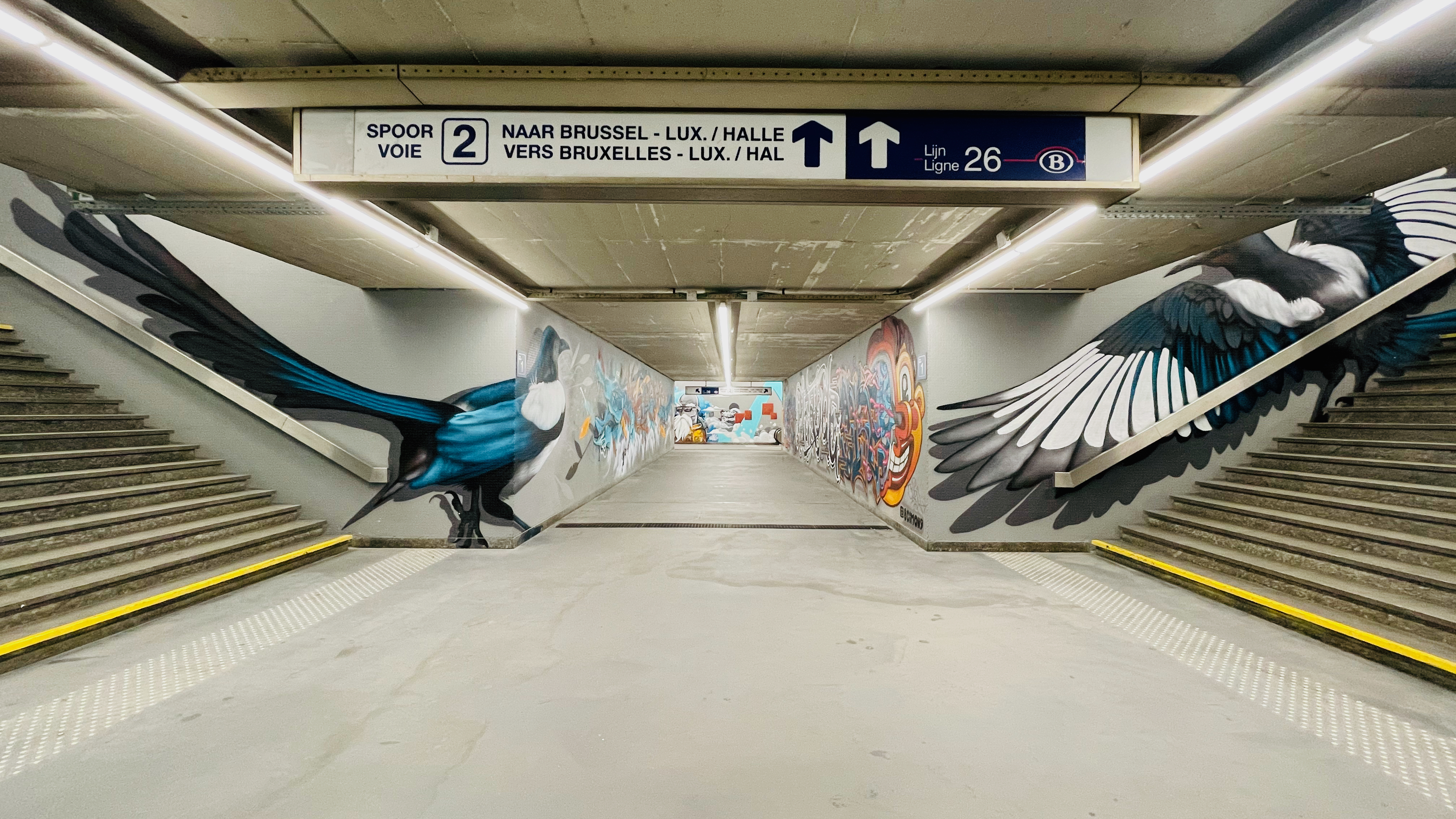
Zicht op de gang
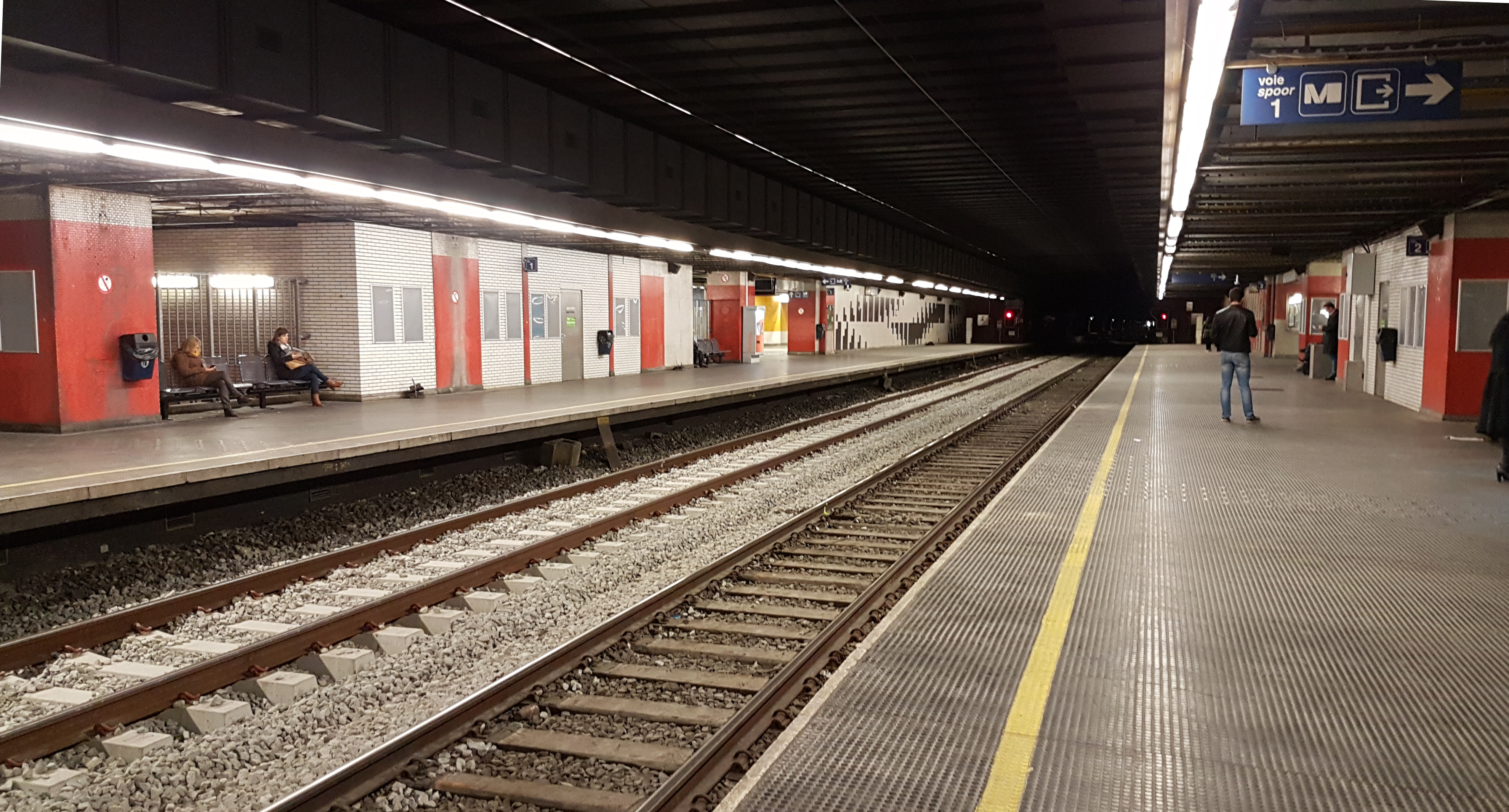
Zicht op de perrons in 2017

## Reizigerstellingen
De grafiek en tabel geven het gemiddeld aantal instappende reizigers weer op een week-, zater- en zondag.
| Tabel: aantal instappende reizigers station Merode | Tabel: aantal instappende reizigers station Merode | Tabel: aantal instappende reizigers station Merode | Tabel: aantal instappende reizigers station Merode |
|                                                    | Weekdag                                            | Zaterdag                                           | Zondag                                             |
| -------------------------------------------------- | -------------------------------------------------- | -------------------------------------------------- | -------------------------------------------------- |
| 1977                                               | 191                                                | -                                                  | -                                                  |
| 1978                                               | 210                                                | -                                                  | -                                                  |
| 1979                                               | 162                                                | -                                                  | -                                                  |
| 1980                                               | 158                                                | -                                                  | -                                                  |
| 1981                                               | 296                                                | -                                                  | -                                                  |
| 1982                                               | 181                                                | -                                                  | -                                                  |
| 1983                                               | 140                                                | -                                                  | -                                                  |
| 1984                                               | 109                                                | -                                                  | -                                                  |
| 1985                                               | 111                                                | -                                                  | -                                                  |
| 1986                                               | 128                                                | -                                                  | -                                                  |
| 1987                                               | 111                                                | -                                                  | -                                                  |
| 1988                                               | 138                                                | -                                                  | -                                                  |
| 1989                                               | 141                                                | -                                                  | -                                                  |
| 1990                                               | 161                                                | -                                                  | -                                                  |
| 1991                                               | 166                                                | -                                                  | -                                                  |
| 1992                                               | 191                                                | -                                                  | -                                                  |
| 1993                                               | 245                                                | -                                                  | -                                                  |
| 1994                                               | 562                                                | -                                                  | -                                                  |
| 1995                                               | 696                                                | -                                                  | -                                                  |
| 1996                                               | 683                                                | -                                                  | -                                                  |
| 1997                                               | 859                                                | -                                                  | -                                                  |
| 1998                                               | 855                                                | -                                                  | -                                                  |
| 1999                                               | 802                                                | -                                                  | -                                                  |
| 2000                                               | 886                                                | -                                                  | -                                                  |
| 2001                                               | 1 077                                              | -                                                  | -                                                  |
| 2002                                               | 935                                                | -                                                  | -                                                  |
| 2003                                               | 968                                                | -                                                  | -                                                  |
| 2004                                               | 1 147                                              | -                                                  | -                                                  |
| 2005                                               | 1 196                                              | -                                                  | -                                                  |
| 2006                                               | 1 295                                              | -                                                  | -                                                  |
| 2007                                               | 1 317                                              | -                                                  | -                                                  |
| 2008                                               | -                                                  | -                                                  | -                                                  |
| 2009                                               | 1 489                                              | -                                                  | -                                                  |
| 2010                                               | -                                                  | -                                                  | -                                                  |
| 2011                                               | -                                                  | -                                                  | -                                                  |
| 2012                                               | 1 100                                              | -                                                  | -                                                  |
| 2013                                               | 1 209                                              | -                                                  | -                                                  |
| 2014                                               | 934                                                | -                                                  | -                                                  |
| 2015                                               | 900                                                | -                                                  | -                                                  |
| 2016                                               | 514                                                | -                                                  | -                                                  |
| 2017                                               | 536                                                | -                                                  | -                                                  |
| 2018                                               | 504                                                | -                                                  | -                                                  |
| 2019                                               | 550                                                | -                                                  | -                                                  |
| 2020                                               | 270                                                | -                                                  | -                                                  |
| 2021                                               | -                                                  | -                                                  | -                                                  |
| 2022                                               | 349                                                | -                                                  | -                                                  |
| 2023                                               | 307                                                | -                                                  | -                                                  |
| 2024                                               | 285                                                | -                                                  | -                                                  |